# 길 (1995년 드라마)
《길》은 1995년 5월 1일부터 1995년 10월 14일까지 방영된 KBS 2TV TV소설이다. TV소설 최초로 외주(KBS제작단)에 제작을 의뢰했다.

## 기획 의도
18세 소녀의 눈에 바친 어머니의 삶을 통해 딸이 보는 어머니의 인생, 어머니가 보는 딸의 진로에 대한 서로의 시각과 갈등 그리고 화합으로 서로 교감하는 과정을 그린다.

## 줄거리
세 가지 다른 길을 걸어가고 있는 세 여자의 인생을 그리고 있다. 세 여자는 대학에서 무용을 전공한 동기동창생들로 사랑하는 사람을 친구에게 빼앗긴 뒤 결혼도 않고 무용에만 전념하여 '살풀이춤' 무형문화재까지 오른 최계주(유혜리), 한 남자를 두고 친구와 경쟁을 벌이다 결혼에 성공한 뒤 무용을 포기한 신미정(정애리), 그리고 대학을 마치고 평범한 결혼생활을 하고 있는 유선애(선우은숙).

## 등장 인물
- 정애리 : 신미정 역
- 선우은숙 : 유선애 역
- 유혜리 : 최계주 역
- 박준희 : 최유리 역
- 김용건 : 최원영(신미정 남편) 역
- 홍요섭
- 송석호
- 한경선 : 지원 역
- 정의갑 : 최계정 역
- 김영옥 : 송 여사 역
- 양재성
- 박소정
- 김민정
- 허정규
- 강민석

## 참고 사항
- 주인공을 미혼모로 설정해 심각한 사회병리마저 상업적인 '시청률 잡기'에 이용했다는 지적을 사야 했다.[2]
- 담당 연출자 박영주 PD가 해당 작품을 통해 첫 연속극 여성 연출자[3]로 이름을 남기기도 했다.